# Mutschenbacher Béla
Meisseni Mutschenbacher Béla (Pest, 1848. szeptember 10. – Budapest, 1926. július 2.) orvos és sebész-doktor, egyetemi tanár, Mutschenbacher Viktor jogász testvére, Mutschenbacher Emil agrárpolitikus édesapja.

## Élete
Mutschenbacher Alajos és sajókeresztúri Tuba Erzsébetnek fia. Szülővárosában a gimnáziumot a piaristáknál, orvosi tanulmányait a pesti egyetemen végezte, ahol 1871-ben nyert orvosdoktori oklevelet; 1872-ben sebészdoktorrá, 1874-ben szülészmesterré és sebészműtővé avatták fel. 
A budapesti egyetem I. belgyógyászati klinikáján és a Szent Rókus kórházban való gyakornokoskodás után, a budapesti egyetemen műtőnövendékké, majd ugyanott a kórházi előkészítő sebészi tanszék tanársegédévé lett. Külföldi tanulmányútjának befejezése után 1878-tól gyakorlóorvos és műtő volt Budapesten. 
1888-tól tagja a székesfővárosi törvényhatóság bizottságának, ahol főleg a közegészségügy terén szolgálta a közügyet; valamint a budapesti királyi orvosegyesületnek és orvosszövetségnek,, az országos közegészségügyi egyesületnek, a budapesti orvosi kör országos segélyegyesületének tagja volt, a budapesti önkéntes mentőegyesületnek és nemzeti zenedének választmányi tagja, a budapesti közkórházi orvostársaság volt elnöke és a II. kerületi orvostársaság alelnöke sat.
Kór- és gyógytani, orvostársadalmi és egészségügyi cikkei a Honban (1869), az Orvosi Hetilapban (1878), az Ellenőrben (1879), a Nemzetben (1882., 1884), a Magyar Hírlapban (1890) és az Orvosok Lapjában (1902) jelentek meg.

## Munkái
- A görvélykór és gümőkór közti viszonyról. Bpest, 1878
- Pár szó a fővárosi közegészségügy kérdéséhez. Budapest, 1882
- Az általános táplálkozási zavarok lényegéről. Élet- és kórtani tanulmány. Budapest, 1893
- A diaetetika alapvonalai. Útmutatóul egészségesek és betegek táplálására. Budapest, 1897